# Lista światowego dziedzictwa UNESCO w Czadzie
Lista światowego dziedzictwa UNESCO w Czadzie – lista miejsc w Czadzie wpisanych na listę światowego dziedzictwa UNESCO, ustanowionej na mocy Konwencji w sprawie ochrony światowego dziedzictwa kulturowego i naturalnego, przyjętej przez UNESCO na 17. sesji w Paryżu 16 listopada 1972 i ratyfikowanej przez Czad 23 czerwca 1999 roku.
Obecnie (stan na 2023 rok) na liście znajduje się 2 obiekty: 1 o charakterze przyrodniczym oraz 1 o charakterze kulturowo-przyrodniczym.
Na czadyjskiej liście informacyjnej UNESCO – liście obiektów, które Czad zamierza rozpatrzyć do zgłoszenia do wpisu na listę światowego dziedzictwa – znajduje się 7 obiektów (stan na 2023 rok).

## Obiekty na liście światowego dziedzictwa UNESCO
Poniższa tabela przedstawia obiekty na liście światowego dziedzictwa UNESCO:
Nr ref. – numer referencyjny UNESCO;
Obiekt – polskie tłumaczenie nazwy wpisu na liście wraz z jej angielskim oryginałem;
Położenie – miasto, region; współrzędne geograficzne;
Typ – klasyfikacja według Komitetu Światowego Dziedzictwa:
- kulturowe (K)
- przyrodnicze (P)
- kulturowo–przyrodnicze (K,P)

Rok wpisu – roku wpisu na listę i rozszerzenia wpisu;
Opis – krótki opis obiektu wraz z informacjami o jego zagrożeniu.
     Wpisy transgraniczne
| Nr ref. | Obiekt                                                                                          | Zdjęcie | Położenie                                                                  | Typ                 | Rok  | Opis |
| ------- | ----------------------------------------------------------------------------------------------- | ------- | -------------------------------------------------------------------------- | ------------------- | ---- | --- |
| 1400    | Jeziora Ounianga Lakes of Ounianga                                                              |         | Region Borkou-Ennedi-Tibesti 19°03′24,5″N 20°30′08,6″E/19,056806 20,502389 | P (vii)             | 2012 | Grupa 15 jezior położonych na Saharze, w północno-wschodnim Czadzie. Tworzą one system hydrologiczny niespotykany na innych pustyniach świata. Pasaty przenoszą piasek do kotliny, tworząc pooddzielane wydmami jeziora. |
| 1475    | Wyżyna Ennedi: Krajobraz przyrodniczy i kulturowy Ennedi Massif: Natural and Cultural Landscape |         | Region Ennedi 17°02′30″N 21°51′46″E/17,041667 21,862778                    | K, P (iii)(vii)(ix) | 2016 | Wyżyna w północno-wschodnim Czadzie, w środkowej części Sahary. Jest to płaskowyż z piaskowca poprzecinany kanionami i dolinami. Miejsce to jest znane z tysiąca malowideł oraz rytów naskalnych.                        |

## Obiekty na czadyjskiej liście informacyjnej UNESCO
Poniższa tabela przedstawia obiekty na czadyjskiej liście informacyjnej UNESCO:
Nr ref. – numer referencyjny UNESCO;
Obiekt – polskie tłumaczenie nazwy wpisu na liście informacyjnej wraz z jej francuskim oryginałem;
Położenie – miasto, żupania; współrzędne geograficzne;
Typ – klasyfikacja według Komitetu Światowego Dziedzictwa:
- kulturowe (K)
- przyrodnicze (P)
- kulturowo–przyrodnicze (K,P)

Rok wpisu – roku wpisu na listę informacyjną;
Opis – krótki opis obiektu wraz z informacjami o jego zagrożeniu.
     Wpisy transgraniczne
| Nr ref. | Obiekt                                                                                                 | Zdjęcie | Położenie | Typ                     | Rok  | Opis |
| ------- | --- | ------- | --- | ----------------------- | ---- | --- |
| 2049    | Zakład metalurgiczny Begon II Le site métallurgique de Begon II                                        |         | Region Logon Wschodni 8°18′49,7″N 16°09′06,8″E/8,313800 16,151900                                                             | K                       | 2005 | Zajmujący powierzchnię około 1800 m² zakład metalurgiczny był wykorzystywany jako źródło żelaza przez lud Sara. Podczas wykopalisk archeologicznych w 2003 roku, znaleziono tutaj 53 piece. |
| 2050    | Miejsce starożytnych hominidów z Djourab Site à Hominidés anciens du Djourab                           |         | Region Borku 16°15′00″N 18°30′00″E/16,250000 18,500000                                                                        | P                       | 2005 | Stanowisko starożytnych hominidów położone jest na pustyni Djurab, ponad 800 km od stolicy Czadu – Ndżameny. Są to 4 lokalizaje bogate w skamieliny których wiek wynosi od 3 do 7 milionów lat. |
| 2052    | Ruiny Ouary Les ruines d'Ouara                                                                         |         | Region Wadaj 14°11′00″N 20°42′00″E/14,183333 20,700000                                                                        | K                       | 2005 | W latach 1635–1870 Ouara była stolicą arabsko–sudańskiego królestwa Wadaj. W XIX wieku z powodu długotrwałej suszy miasto podupadło. Z czasów królestwa Wadaj zachowały się ruiny meczetu oraz pałacu króla Abdel-Kerima Ibn Djamé – pierwszego władcy królestwa Wadaj.                            |
| 2054    | Kopalnie żelaza Tele-Nugar Les curieuses mines de fer de Télé-Nugar                                    |         | Region Guéra 10°10′20,3″N 18°34′08,0″E/10,172300 18,568900                                                                    | K                       | 2005 | Kopalnie Tele-Nugar są zlokalizowane 150 km na południe od miasta Melfi. Zostały odkryte w 1911 roku. Kopalnie były wykorzystywane również jako schrony dla ludności królestwa Wadaj. |
| 1167    | Ryciny i obrazy naskalne Ennedi oraz Tibesti Gravures et peintures rupestres de l'Ennedi et du Tibesti |         | Region Borku Region Ennedi Region Tibesti 16°35′00″N 21°25′00″E/16,583333 21,416667 20°46′59″N 18°03′00″E/20,783056 18,050000 | K                       | 2005 | W rejonie Ennedi oraz Tibesti odkryto łącznie 200 rycin oraz 60 malowideł naskalnych. Datuje się je na okres 4 tys. lat p.n.e. Przedstawiają one głównie zwietrzęta żyjące w tamtym rejonie. |
| 2056    | Park Narodowy Zakouma Parc national de Zakouma                                                         |         | Region Guéra Region Salamat 10°50′52″N 19°38′52″E/10,847778 19,647778                                                         | P                       | 2005 | Najstarszy park narodowy Czadu, powstały w 1963 roku. Jego powierzchnia wynosi około 3000 km². Park najbardziej jest znany z ogromnej liczby żyraf Kordofan, szacuje się że żyje tutaj 60% światowej populacji tego podgatunku.                                                                    |
| 6361    | Krajobraz kulturowy Jeziora Czad (Czad) Paysage culturel du Lac Tchad (Chad)                           |         | Region Lac 13°15′00″N 14°00′00″E/13,250000 14,000000                                                                          | K, P (ii)(iii)(vii)(ix) | 2018 | Jezioro bezodpływowe zlokalizowane w Kotlinie Czadu. Wskutek zmian klimatycznych i w wyniku działalności człowieka jezioro zanika. W 1972 roku jego powierzchnia wynosiła 25 tys. km², podczas gdy w 2020 roku wyniosła zaledwie 2 tys. km². Wpis transgraniczny z Kamerunem, Nigrem oraz Nigerią. |